# ویداها
ویداها (نام علمی: Vidua) یک سرده از پرندگان گنجشک‌سان از خانواده نیلی‌مرغان است.
این سرده توسط طبیعت‌شناس فرانسوی ژرژ کوویر در سال ۱۸۱۶ معرفی شد. گونه نماد پیامدی از ویدای دم‌گیره‌ای تعیین شد. نام Vidua یک کلمه لاتین به معنای «بیوه» است (همانند واژهٔ انگلیسی widow).
این سرده دارای ۱۹ گونه است.